# 江川卓 (ロシア文学者)
江川 卓（えがわ たく、1927年1月24日 - 2001年7月4日）は、日本のロシア文学者。東京工業大学名誉教授。本名は「馬場 宏（ばば ひろし）」。

## 経歴
1927年、ロシア文学研究者・外村史郎の長男として東京都で生まれた。東京府立第十中学校で学ぶ。中学の同期には経営者・詩人の堤清二がいた。第一高等学校を経て、東京大学法学部を卒業。ロシア語は独学で、終戦後実地で鍛え上げたという。
卒業後は東京工業大学助教授に着任。後に同大学教授に昇進。東京工業大学を退任後、名誉教授となった。中京大学教授もつとめた。2001年7月4日午前9時13分、気管支炎のため74歳で逝去した。

## 受賞
- 1987年：『謎解き「罪と罰」』で読売文学賞受賞。

## 研究内容・業績
- 多くのロシア文学作品の翻訳を手掛け、フョードル・ドストエフスキーの翻訳・研究などで知られる。
- NHKのロシア語講座の講師も長く務め、多くの人に親しまれた。

## 家族・親族
- 父：外村史郎(本名：馬場哲哉)はロシア文学者。1941年に満州に渡り、戦後シベリア抑留で客死した。
- 弟：馬場淑郎は『新婚さんいらっしゃい!』などの番組を制作した元朝日放送テレビプロデューサー。

## ペンネームについて
ペンネームの「江川卓」は、1953年頃から名乗っている。本名と無関係のペンネームを使用したのは、戦後間もない頃のロシア文学に携わっていると共産主義者であると疑われていたような時代に秘密の文学サークルを作って活動していた名残である。
由来は、中国の揚子江で酒を呑んだらうまかろうという思いから。
読売ジャイアンツの野球選手だった江川卓（えがわ・すぐる、こちらは本名）と読み方こそ違えど漢字が同じであるため、江川事件の際には巨人の選手と混同した野球ファンから大量の間違い電話がかかってきた。間違い電話の内訳は、悪口が3回に対して激励が2回という感じで、同姓同名であるためか悪口も激励も身につまされたという。またこれも偶然であるが、ロシア文学者の江川はプロ野球誕生期からの巨人ファンでもあった。
同姓同名の両者は後に「月刊Asahi」誌の企画で対面した。その席上、前述の1978年のドラフトの際に迷惑がかかったことについて、野球の江川卓がロシア文学者の江川卓に謝罪している。

## 著書

### 単著
- 『現代ソビエト文学の世界』（晶文社） 1968
- 『ドストエフスキー』（岩波新書 黄版） 1984。岩波書店（単行判）1994
- 『謎とき『罪と罰』』（新潮選書） 1986
- 『謎とき『カラマーゾフの兄弟』』（新潮選書） 1991
- 『謎とき『白痴』』（新潮選書） 1994

### 共編著
- 『新しいソビエトの文学（全6巻）』（井上光晴、勁草書房） 1967 - 1968
- 『革命の烽火』（水野忠夫、学芸書林、全集・現代世界文学の発見1） 1969
- 『社会主義の苦悩と新生』（栗栖継、学芸書林、全集・現代世界文学の発見11） 1970
- 『ドストエフスキー・アルバム』（原卓也、新潮社） 1978
- 『ドストエフスキーの現在』（亀山郁夫、JCA出版） 1985

### 訳書
- 『文学論』（レーニン、蔵原惟人共編訳、青木文庫） 1954
- 『ソヴェト芸術論争』（鹿島保夫共編訳、青木文庫） 1954
- 『社会主義リアリズムの道』（シーモノフ,フアジェエフ、鹿島保夫共訳、未來社） 1954
- 『ソヴェト文学運動史』（ヴェ・イワノフ、鹿島保夫共訳、青木文庫） 1955
- 『静かなるドン』全8巻（ミハイル・ショーロホフ、樹下節共訳、角川文庫） 1955 - 1958
- 『国民音楽論 ロシア楽派の歴史』（ヴェ・ヴェ・スターソフ、三一書房） 1955
- 『フルシチョフじかに見たアメリカ - コミュニスト、資本主義国へ行く』（A.アジュベイ他、光文社カッパ・ブックス） 1960
- 『宇宙への道』（Y・ガガーリン、新潮社） 1961
- 『ロメオとジュリエットと暗黒』（ヤン・オチェナーシェク、杉野喬共訳、三一書房） 1962
- 『氷の本 ソ連南極学術調査隊遠征日誌』（ユハン・スムール、水野忠夫共訳、日本文華社） 1964
- 『芸術と社会生活』（ゲオルギー・プレハーノフ、蔵原惟人共訳、岩波文庫） 1965
- 『ニーナの日記』（ニーナ・コステリナ、集英社） 1965
- 『パリを焼く』（ヤセンスキー、集英社、世界文学全集31） 1967
- 『スベトラーナ回想録 - 父スターリンの国を逃れて』（スヴェトラーナ・アリルーエワ、新潮社） 1967
- 『十二の椅子』（イリヤ・イリフ/エウゲニー・ペトロフ、筑摩書房） 1969
- 『無関心な人々の共謀』（ヤセンスキー、工藤幸雄共訳、河出書房新社） 1974
- 『現代の英雄』（レールモントフ、集英社、世界文学全集23） 1980
- 『ドクトル・ジバゴ』上・下 （パステルナーク、時事通信社） 1980、新潮文庫 1989
- 『ソ連潜水艦U137 人工地震エンマ作戦』（E・トーポリ、中央公論社） 1984
- 『その時、その所』（ユーリー・トリーフォノフ、吉岡ゆき共訳、群像社） 1987
- 『赤いパイプライン』（E・トーポリ、新潮文庫） 1988

### ドストエフスキー
- 『罪と罰』（ドストエフスキー）

旺文社文庫 上下 1966 - 1967、のち集英社「世界文学全集」/ 岩波文庫（改訳）全3巻 1999 - 2000、ワイド版 2007
- 『カラマーゾフの兄弟』（ドストエフスキー）

集英社「世界文学全集」全2巻ほか / 改訂・中公文庫 全4巻 2025
- 『地下室の手記』（ドストエフスキー）、新潮文庫 1969、改版2013ほか
別版：各・新潮社「新潮世界文学 ドストエフスキー」1968、「全集6」1978
- 『悪霊』上・下（ドストエフスキー）新潮文庫 1971、改版2004
別版：各・新潮社「新潮世界文学」、「全集11・12」

### アレクサンドル・ソルジェニーツィン
- 『イワン・デニソビッチの一日』（ソルジェニーツィン、毎日新聞社） 1963、のち講談社文庫
- 『1914年8月 - 旧暦8月10日-21日』上・下（ソルジェニーツィン、新潮社） 1972
- 『クレムリンへの手紙』（ソルジェニーツィン、新潮社） 1974
- 『チューリヒのレーニン』（ソルジェニーツィン、新潮社） 1977